# カーケンドール効果
カーケンドール効果（カーケンドールこうか、Kirkendall effect）とは、異なる2種類の固体を密着させて加熱した際に、2つの固体の境界が移動する現象である。1947年に、アメリカ合衆国のアーネスト・カーケンドールが黄銅と銅の間で初めて発見した。カーケンドール効果はこれ以外にも、酸化物同士でも起こることが確認されている。ただし、両者の拡散係数が異なる場合に限り起こる。この現象は結晶内にある原子空孔が熱運動によって移動し、その中を固体の原子が通ることによって発生する。このため、この効果を確認することによって原子空孔の存在を確かめることができ、拡散係数も確認することができる。カーケンドール効果では原子が直接交換されることはなく、残された空孔は結晶に吸収されて消滅することとなる。